# Тани, Марцеллин Тайдзи
Марцеллин Тайдзи Тани (13 февраля 1953 года, Япония) — католический прелат, епископ Сайтамы с 10 мая 2000 года.

## Биография
21 марта 1986 года Марцеллин Тайдзи Тани был рукоположён в священника, после чего служил в епархии Уравы.
10 мая 2000 года Римский папа Иоанн Павел II назначил Марцеллина Тайдзи Тани епископом Уравы. 15 сентября 2000 года состоялось рукоположение Марцеллина Тайдзи Тани в епископа, которое совершил архиепископ Токио Пётр Такэо Окада в сослужении с епископом Иокогамы Масахиро Рафаилом Умемурой и епископом Ниигаты Франциском Кэйити Сато.
31 марта 2003 года Римский папа Иоанн Павел II переименовал епархию Уравы в епархию Сайтамы и Марцеллин Тайдзи Тани стал носить титул «епископ Сайтамы».
27 июля 2013 года подал в отставку.